# Slepecká zahrada

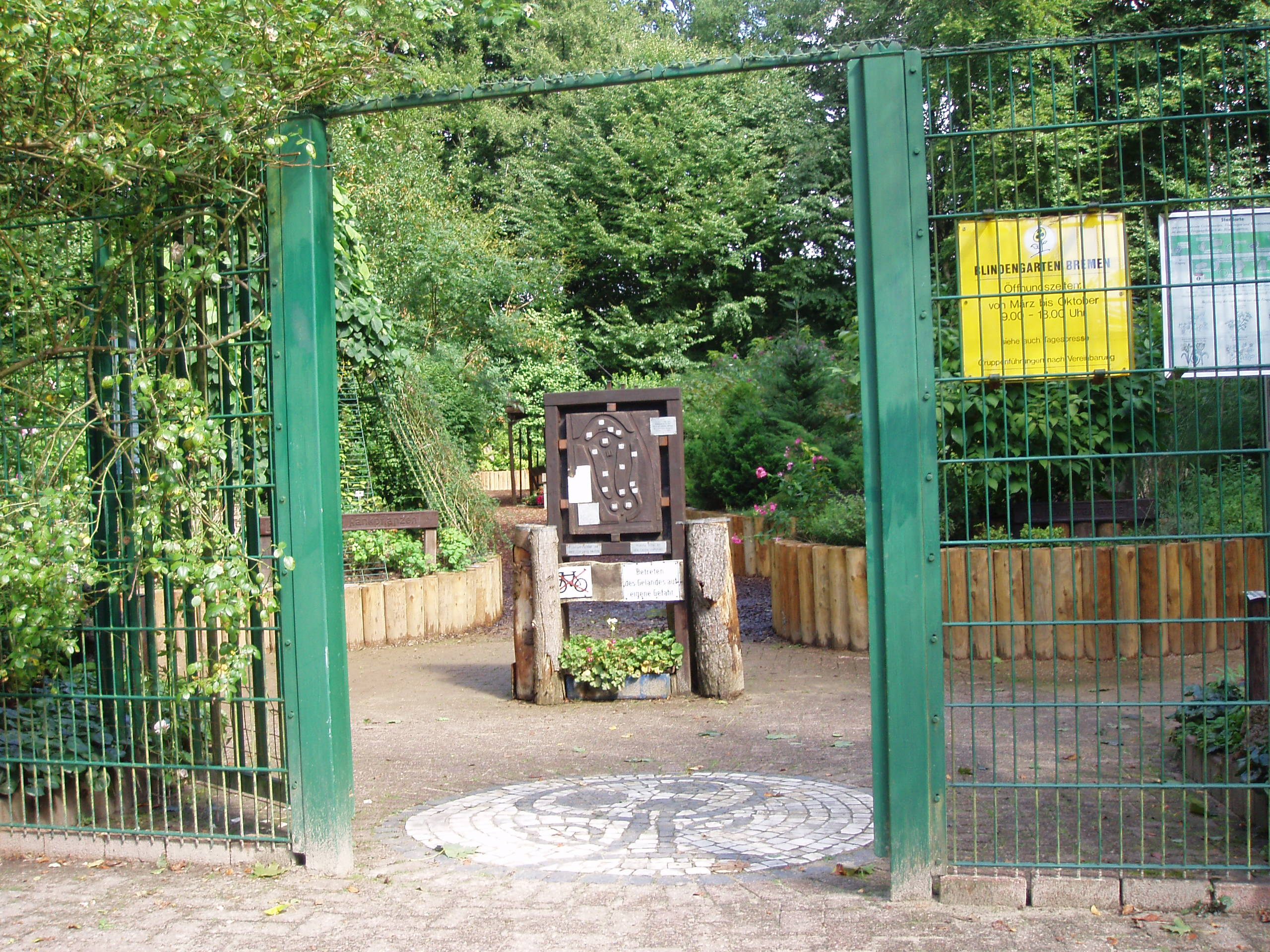
Slepecká zagrada v Brémách

Slepecká zahrada je zahrada určená primárně pro nevidomé. Vyznačuje se zejména výběrem rostlin (vybírány jsou především ty rostliny, které lze nejlépe vnímat hmatem a čichem, tj. především rostliny aromatické a rostliny se zajímavým tvarem či strukturou listů, naopak se příliš nedoporučují rostliny žahavé, ostnaté či jedovaté). Rostliny ve slepeckých zahradách jsou většinou umístěny ve vyvýšených nádobách, aby byly co nejsnadněji přístupné. Uspořádání zahrady je kvůli snadné orientaci většinou kruhové. Existují i jiné typy zahrad pro tělesně postižené (speciálních zahrad), slepecké jsou patrně nejčastější. Rostliny jsou ve slepeckých zahradách většinou popsány v Braillově písmu. Patrně nejstarší slepeckou zahradou je Fragrance Garden v New Yorku, otevřená v roce 1955. V ČR existuje slepecká zahrada například v brněnské botanické zahradě Mendelovy university.